# Molí Alzina
El Molí de l'Alzina, és un molí fariner que trobem documentat des de principis del segle xvi. Rep l'aigua d'una resclosa situada a la riba dreta de la Riera de Marganell, i s'emmagatzema en una bassa de 3 milions de litres. La concessió vigent especifica que pot recollir 700 litres per minut.
El molí va estar en funcionament fins a principis dels anys 80 del segle XX, i es manté en bon estat de conservació. Cal destacar que des dels seus inicis sempre ha estat en mans de la família Alsina.